# Temporada 1964 de la AFL
La Temporada 1964 de la AFL fue la 5.ª temporada de la AFL. Esta fue la última temporada en que
la AFL trnasmitiera partidos por ABC antes de que los juegos se trasladaran a NBC para el
siguiente año.
La temporada finalizó cuando los Buffalo Bills vencieron a los San Diego Chargers 20-7. Dos años más tarde, la AFL se
fusionaría con la NFL para que se dispute el primer juego de Campeonato Mundial de la AFL-NFL, conocido hoy como el Super Bowl.

## Carrera Divisional
La AFL tenía 8 equipos, agrupados en dos divisiones. Cada equipo jugaba un partido en casa de ida y vuelta contra los otros 7 equipos
en la liga para un total de 14 partidos, y el mejor equipo de la División Este jugaría contra el mejor de la División Oeste por el
juego de campeonato. Si hubo un empate en la clasificación, se llevaría a cabo una segunda fase para determinar el ganador de la
división.
Los Buffalo Bills ganaron sus primeros nueve juegos, antes de que Boston les ganara en casa el 15 de noviembre, 36-28. Buffalo regresó de una
desventaja de 24-14 en San Diego el día de Acción y ganar 27-24. El 6 de diciembre en Oakland, los Raiders vencieron a los Bills en la última
jugada del partido, 16-13, y no intentaron el punto extra.
Boston ganó en Kansas City, 31-24, en la semana 13 y tomó ventaja contra Buffalo. En la Semana de Catorce, Boston estaba tuvo su semana libre,
y Buffalo tomó una ventaja de medio juego con una victoria de 30-19 en Denver. El título de la División Este se definió en el último partido
de la temporada, con Buffalo (11-2-0) que visitaba a Boston (10-2-1) el 20 de diciembre, y el ganador se llevaría la división. Jack Kemp guio
a los Bills con tres anotaciones para una victoria 24-14 para conseguir el título.
La definición en la división Oeste fue menos dramática. En la sexta semana, los Chargers tomaron una ventaja sobre los Chiefs durante una
racha ganadora de seis partidos, y sostuvo el liderazgo por el resto de la temporada.
| Semana | Este                   |        | Oeste       |       |
| ------ | ---------------------- | ------ | ----------- | ----- |
| 1      | Empate (Bos, Buf, NYJ) | 1–0–0  | San Diego   | 1–0–0 |
| 2      | Empate (Bos, Buf)      | 1–1–0  | San Diego   | 1–1–0 |
| 3      | Empate (Bos, Buf)      | 3–0–0  | Kansas City | 1–1–0 |
| 4      | Empate (Bos, Buf)      | 4–0–0  | Kansas City | 2–1–0 |
| 5      | Buffalo                | 5–0–0  | Kansas City | 2–2–0 |
| 6      | Buffalo                | 6–0–0  | San Diego   | 3–2–1 |
| 7      | Buffalo                | 7–0–0  | San Diego   | 4–2–1 |
| 8      | Buffalo                | 8–0–0  | San Diego   | 5–2–1 |
| 9      | Buffalo                | 9–0–0  | San Diego   | 6–2–1 |
| 10     | Buffalo                | 9–1–0  | San Diego   | 7–2–1 |
| 11     | Buffalo                | 9–1–0  | San Diego   | 7–2–1 |
| 12     | Buffalo                | 10–1–0 | San Diego   | 7–3–1 |
| 13     | Boston                 | 10–2–1 | San Diego   | 8–3–1 |
| 14     | Buffalo                | 11–2–0 | San Diego   | 8–4–1 |
| 15     | Buffalo                | 12–2–0 | San Diego   | 8–5–1 |

## Temporada regular

### Resultados
| Local/Visitante | Local/Visitante    | División Este | División Este | División Este | División Este | División Oeste | División Oeste | División Oeste | División Oeste |
| Local/Visitante | Local/Visitante    | BOS           | BUF           | HOU           | NY            | DEN            | KC             | OAK            | SD             |
| --------------- | ------------------ | ------------- | ------------- | ------------- | ------------- | -------------- | -------------- | -------------- | -------------- |
| Este            | Boston Patriots    |               | 14–24         | 25–24         | 26–10         | 12–7           | 24–7           | 43–43          | 17–26          |
| Este            | Buffalo Bills      | 28–36         |               | 24–10         | 34–24         | 30–13          | 34–17          | 23–20          | 30–3           |
| Este            | Houston Oilers     | 17–34         | 17–48         |               | 33–17         | 34–15          | 19–28          | 42–28          | 17–20          |
| Este            | New York Jets      | 35–14         | 7–20          | 24–21         |               | 30–6           | 27–14          | 35–13          | 17–17          |
| Oeste           | Denver Broncos     | 10–39         | 19–30         | 17–38         | 20–16         |                | 33–27          | 20–20          | 20–31          |
| Oeste           | Kansas City Chiefs | 24–31         | 22–35         | 28–7          | 24–7          | 49–39          |                | 42–7           | 14–28          |
| Oeste           | Oakland Raiders    | 14–17         | 16–13         | 20–10         | 35–26         | 40–7           | 9–21           |                | 21–20          |
| Oeste           | San Diego Chargers | 28–33         | 24–27         | 27–21         | 38–3          | 42–14          | 6–49           | 31–17          |                |

### Tabla de posiciones
V = Victorias, D = Derrotas, E = Empates, CTE = Cociente de victorias, PF= Puntos a favor, PC = Puntos en contra
| Campeón de Division |

| Buffalo Bills   | 12 | 2  | 0 | .857 | 400 | 242 |
| Boston Patriots | 10 | 3  | 1 | .769 | 365 | 297 |
| New York Jets   | 5  | 8  | 1 | .385 | 278 | 315 |
| Houston Oilers  | 4  | 10 | 0 | .286 | 310 | 355 |

| San Diego Chargers | 8 | 5  | 1 | .615 | 341 | 300 |
| Kansas City Chiefs | 7 | 7  | 0 | .500 | 366 | 306 |
| Oakland Raiders    | 5 | 7  | 2 | .417 | 303 | 350 |
| Denver Broncos     | 2 | 11 | 1 | .154 | 240 | 438 |

## Juego de Campeonato
- Buffalo Bills 20, San Diego Chargers 7, 26 de enero de 1964, War Memorial Stadium, Buffalo, New York